# 北烏拉爾山脈
北烏拉爾山脈是俄羅斯的山脈，位於近極圈烏拉爾山以南，長300公里、寬150至250公里，面積約90,000平方公里，最高點海拔高度1,569米，該山脈有兩條冰川。